# Ślesin (gmina w województwie bydgoskim)

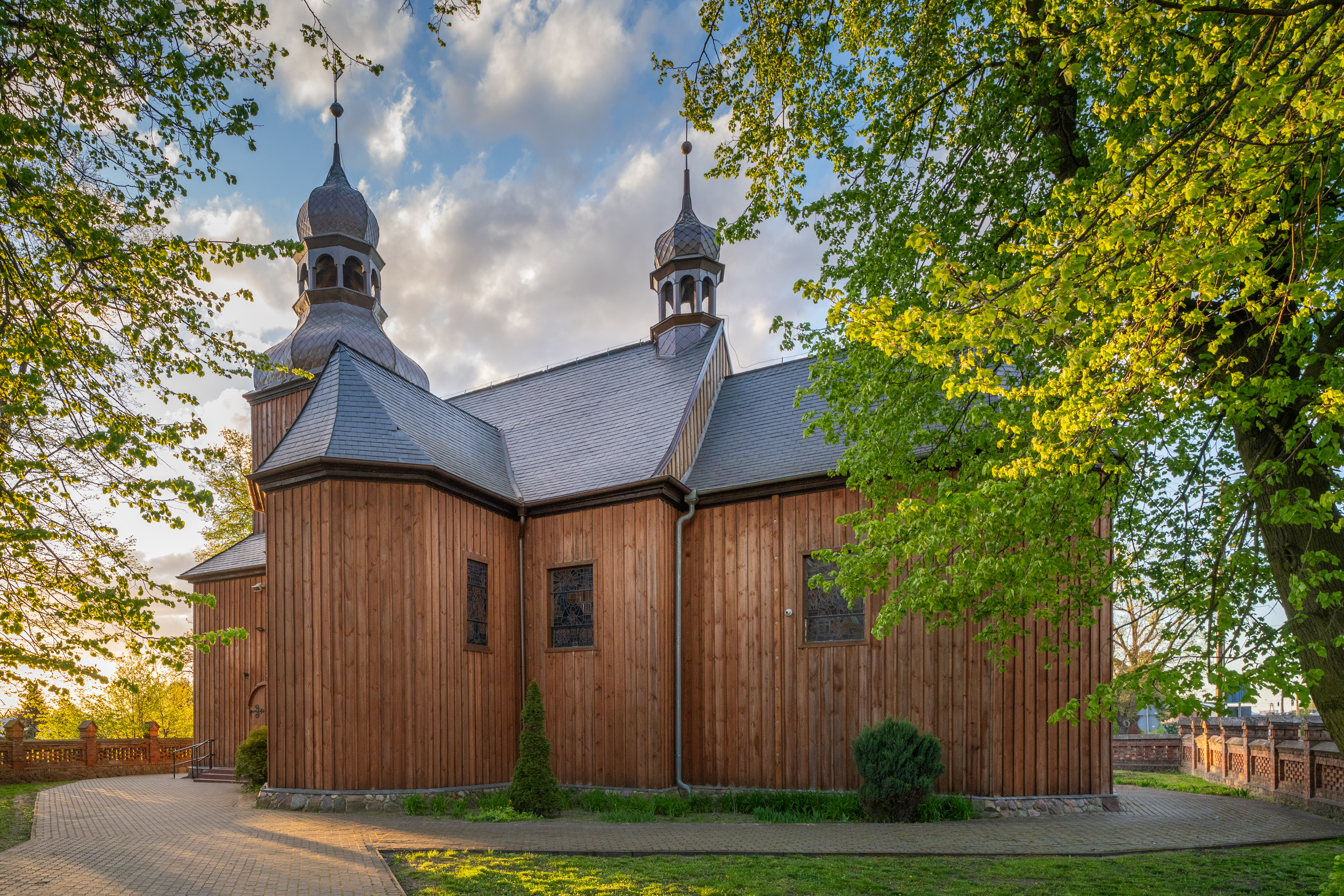
Kościół w Ślesinie

Ślesin – dawna gmina wiejska istniejąca w latach 1934–1954 i 1973–1976 kolejno w woj. poznańskim, woj. pomorskim i w dwu postaciach woj. bydgoskiego (dzisiejsze woj. kujawsko-pomorskie). Siedzibą władz gminy był Ślesin.
Gmina zbiorowa Ślesin została utworzona 1 sierpnia 1934 roku w powiecie bydgoskim w woj. poznańskim z dotychczasowych jednostkowych gmin wiejskich: Gorzeń, Samsieczno, Sicienko, Sitno, Ślesin, Ugoda, Występ i Zawada (oraz z obszarów dworskich położonych na tych terenach lecz nie wchodzących w skład gmin). 1 kwietnia 1938 gmina Ślesin wraz z całym powiatem bydgoskim została przyłączona do woj. pomorskiego.
Po wojnie gmina zachowała przynależność administracyjną. 6 lipca 1950 roku zmieniono nazwę woj. pomorskiego na bydgoskie. Według stanu z dnia 1 lipca 1952 roku gmina składała się z 9 gromad: Gorzeń, Gumnowice, Michalin, Potulice, Samsieczno, Strzelewo, Ślesin, Ugoda i Występ. Gmina została zniesiona 29 września 1954 roku wraz z reformą wprowadzającą gromady w miejsce gmin.
Gminę Ślesin przywrócono w powiecie bydgoskim, w woj. bydgoskim wraz z reaktywowaniem gmin z dniem 1 stycznia 1973 roku. 1 czerwca 1975 roku gmina znalazła się w nowo utworzonym („małym”) woj. bydgoskim.
15 stycznia 1976 roku gmina została zniesiona a jej obszar włączony do gmin:
- Mrocza (obszar sołectwa Samsieczynek),
- Nakło nad Notecią (obszary sołectw: Gorzeń, Gumnowice, Potulice, Ślesin i Michalin bez miejscowości Teresin),
- Sicienko (obszary sołectw: Gliszcz, Samsieczno, Strzelewo i Zielonczyn oraz miejscowość Teresin z sołectwa Michalin).